# Goudelancourt-lès-Berrieux
Goudelancourt-lès-Berrieux ist eine französische Gemeinde mit 62 Einwohnern (Stand 1. Januar 2022) im Département Aisne in der Région Hauts-de-France (vor 2016 Picardie). Sie gehört zum Arrondissement Laon, zum Kanton Villeneuve-sur-Aisne und zum Gemeindeverband Chemin des Dames.

## Geografie
Die Gemeinde Goudelancourt-lès-Berrieux liegt am Übergang der weiten Aisne-Ebene zum Höhenzug des Chemin des Dames, 22 Kilometer südöstlich von Laon. Nachbargemeinden von Goudelancourt-lès-Berrieux sind Saint-Erme-Outre-et-Ramecourt im Norden, Amifontaine im Osten, Juvincourt-et-Damary im Südosten, Berrieux im Süden, Aizelles im Südwesten sowie Saint-Thomas im Westen.

## Bevölkerungsentwicklung
| Jahr                       | 1962 | 1968 | 1975 | 1982 | 1990 | 1999 | 2006 | 2012 | 2021 |
| Einwohner                  | 54   | 64   | 70   | 55   | 65   | 74   | 72   | 54   | 59   |
| Quellen: Cassini und INSEE |      |      |      |      |      |      |      |      |      |

## Sehenswürdigkeiten

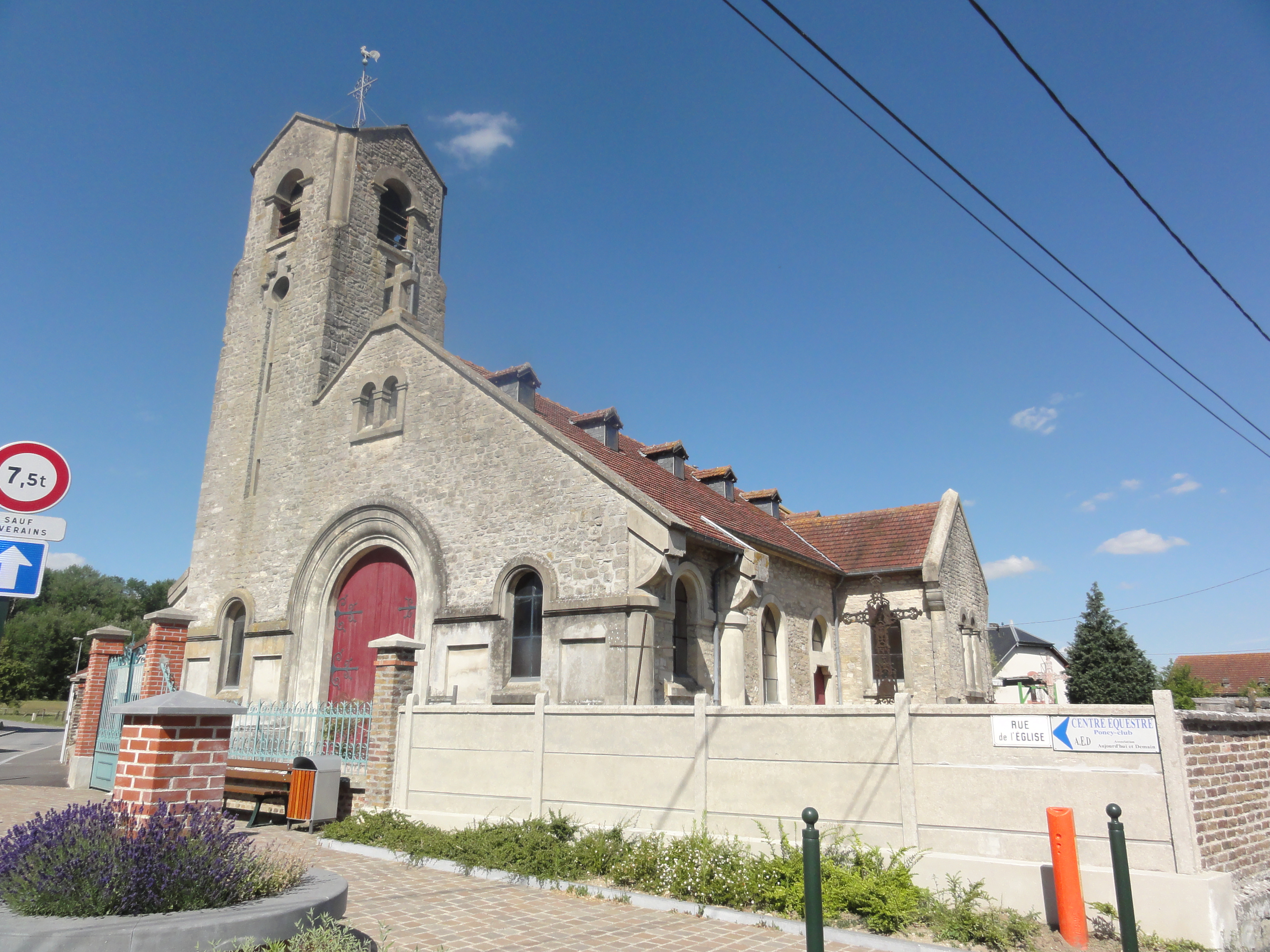
Kirche Saint-Martin
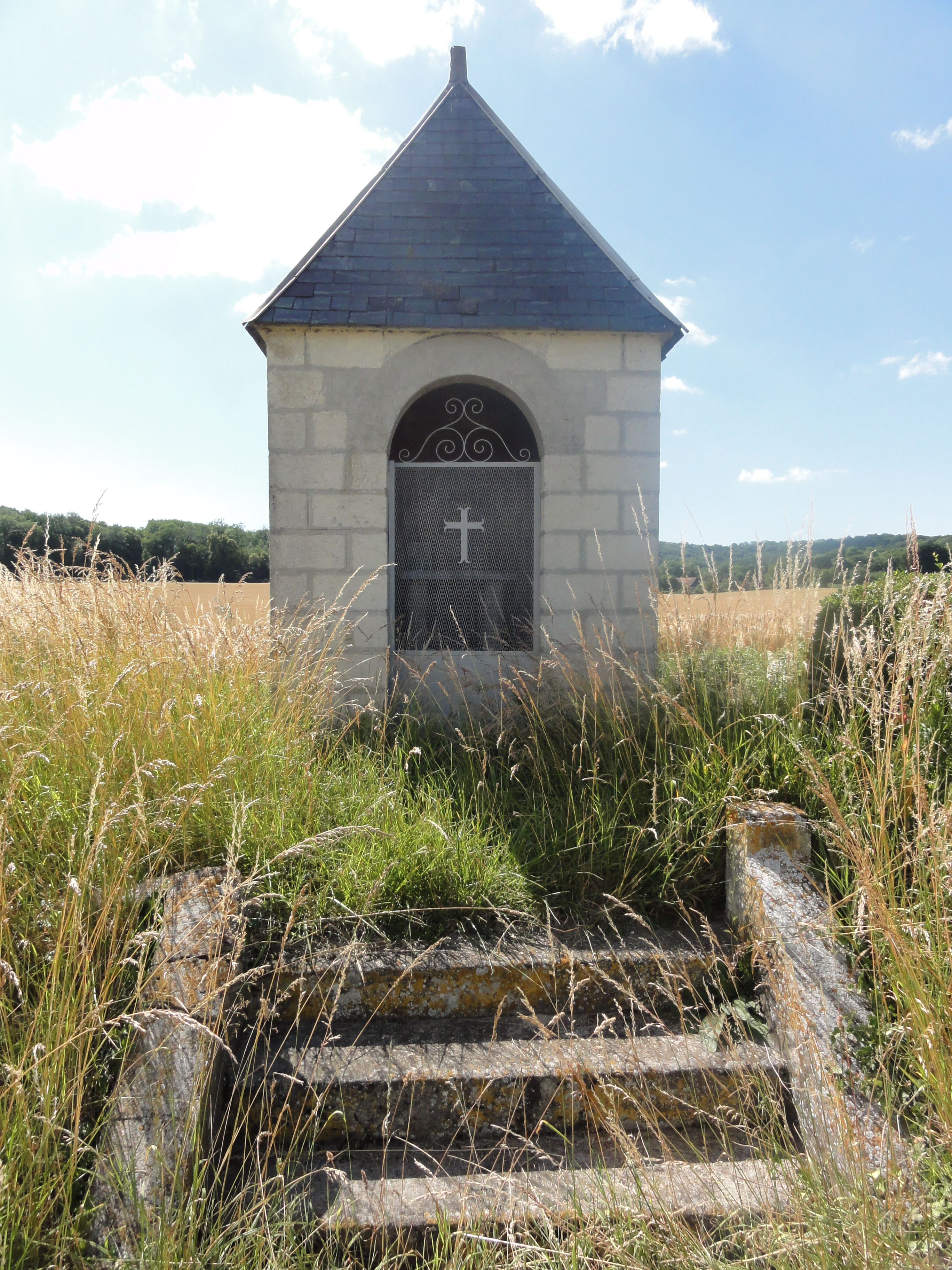
Oratorium

- Kirche Saint-Martin
- Oratorium